# Drzewo się liściem odziewa (antologia)
Drzewo się liściem odziewa – antologia średniowiecznej czeskiej poezji miłosnej w wyborze, przekładzie i opracowaniu Jacka Balucha. Tom ukazał się nakładem krakowskiego Wydawnictwa Literackiego w 1981. Zawiera utwory Kiedy posną wszystkie straże, Szli we dwoje, Czemiu ci tak śpieszno, Literka M, Drzewo się liściem odziewa, Pieśń Zawiszy, Czemu końca nie masz, nocy?, Żal tajemny, Pieśń o Panu Sztermberku, Już przejrzałem, List miłosny (fragment opowieści rycerskiej), Posłuchajcie, proszę, Przyśpiewki, Wszystkim barwom, Barwy miłości (z Legendy o św. Katarzynie), Snopkiem mirry, Straciłam lubego, W zielonym gaiku i Wiklefica.